# 公路電影

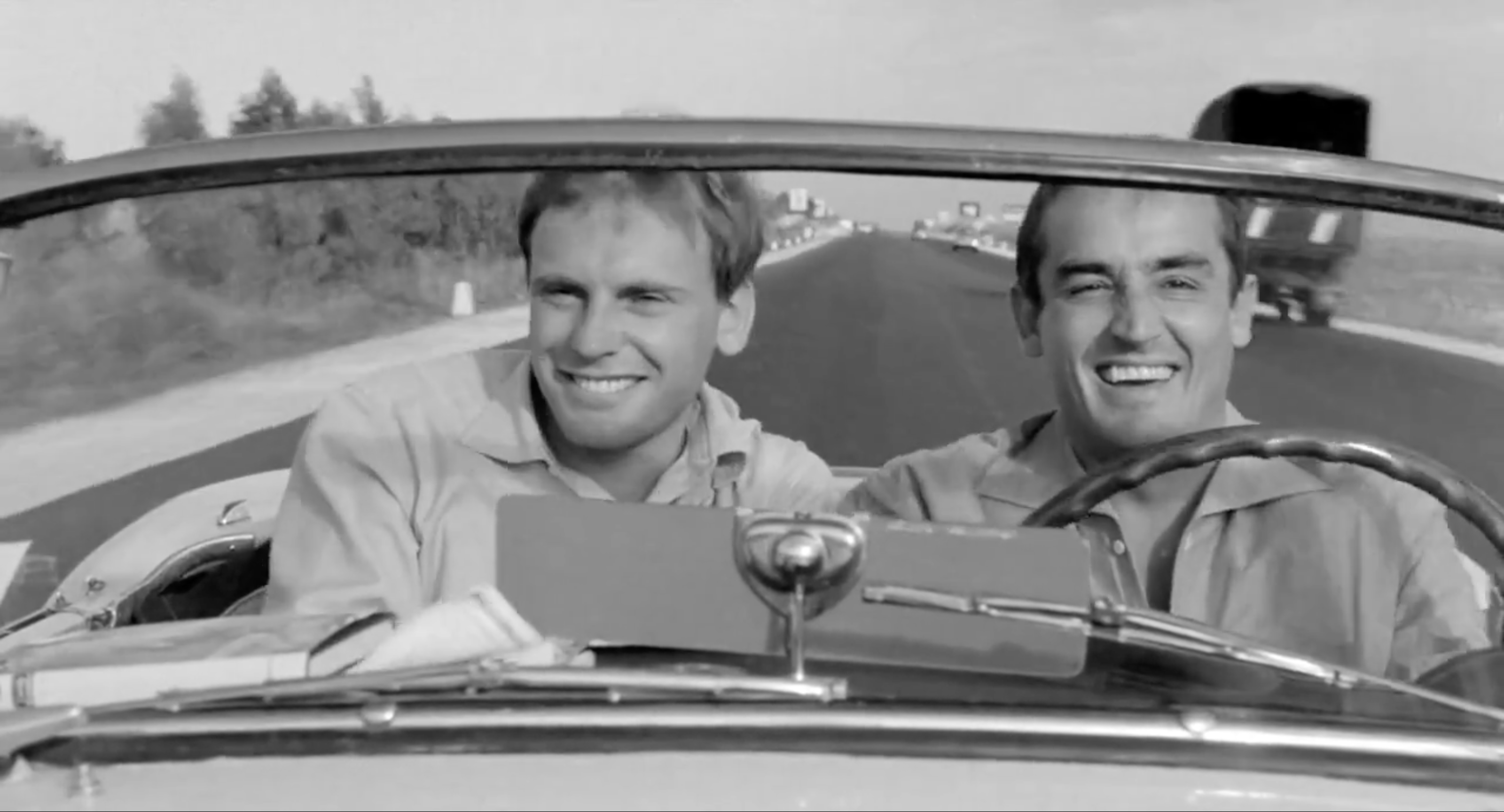
《安逸人生》（1962）

公路電影（英語：road movie）或稱為公路片，是一種將故事主題或背景設定在公路上的電影類型，劇中的主角往往是為了某些原因而展開一段旅程，劇情會隨著旅程進展而深入描述主角的内心世界。
第一部華語公路電影是台灣導演虞戡平執導電影作品《台北神話》，後來又有何平的《國道封閉》，以及李志薔的《單車上路》，另外，台灣有一部類公路電影《十七號出入口》；中國大陸則有《搭車去柏林》、張楊導演的《落葉歸根》、2014年由知名年青作家韓寒編劇了一部名為《後會無期》的電影。好萊塢則有金鋼狼終章《羅根》。日本電視動畫《動物朋友》、《少女終末旅行》、電影《菊次郎的夏天》、動畫電影《鈴芽之旅》也以此方式呈現。

## 歷史
這种電影類型的來源可以追溯到旅游文學，或是如《奧德賽》、《埃涅阿斯紀》等的史詩。現代公路電影的劇情鋪排上，往往帶有中古勇者探險故事的影子。公路電影的誕生則可以追溯到二戰後的美國電影，在二戰結束後的幾年内，汽車工業開始在美國迅速發展，汽車也因為成為當時繁榮和青年文化的象征而登上大映幕，即便如此，公路電影發展成為一種電影類型則是發生在60年代以後，《逍遙騎士》（Easy Rider）和《我倆沒有明天》（Bonnie and Clyde）被認為是公路電影的源頭。

## 結構
公路電影的標準故事模式多半是講述主角在經歷生活上的挫折後，選擇自我放逐的生活方式，之後在一連串的事件後，慢慢地開始學會成長和改變。公路電影的結局在一般傳統上有五個選擇：
- 主角達成了所希望的「勝利」，返回他們原來出發的地方，變得更聰明睿智。
- 主角在最後的旅程找到一個新的家園。
- 主角持續不斷的旅程。
- 主角因為他們的旅程而無法回家，要么選擇死亡或被殺。
- 主角在影片結束後進行一段沒有任何意義的短途旅行。